# Filiași (okręg Jassy)
Filiași – wieś w Rumunii, w okręgu Jassy, w gminie Bălțați. W 2011 roku liczyła 67 mieszkańców.